# Federação Mineira de Futebol
La Federação Mineira de Futebol (Federazione calcistica mineira, abbreviata in FMF) è l'organo di governo del calcio nello Stato brasiliano del Minas Gerais, affiliato alla CBF.
Fondata il 5 marzo 1915, gestisce le tre divisioni calcistiche maschili dello Stato (Módulo I, Módulo II, Segunda Divisão), il Troféu Inconfidência, la Recopa Mineira ed il Campeonato Mineiro Feminino, oltre alle varie competizioni giovanili ed ai tornei amatoriali.

## Storia
Il 5 marzo 1915 venne fondata a Belo Horizonte la Liga Mineira de Sports Athleticos (LMSA) che nello stesso anno organizzò la prima edizione dell'odierno Campionato Mineiro allora denominato Campeonato da Cidade. Nel 1918 fu ribattezzata in Liga Mineira de Desportos Terrestres (LMDT).
Nel 1932 in seguito alle proteste per presunti favori concessi all'Atlético Mineiro diversi club si dissociarono dalla federazione fondando l'Associação Mineira de Esportes Geraes (AMEG). Per quella stagione si ebbero quindi due campionati paralleli vinti da Atlético Mineiro e Villa Nova.
Nel 1933 i campionati vennero unificati e la prima divisione assunse carattere professionistico. Nel 1939 la federazione cambiò nome nell'attuale Federação Mineira de Futebol (FMF).

## Membri fondatori
I seguenti 5 club hanno preso parte alla prima edizione del Campionato Mineiro del 1915:
- América Mineiro
- Atlético Mineiro
- Christovam Colombo
- Hygienicos
- Yale